# Cifera
Cifera (en griego, Κύφαιρα) es el nombre de una antigua ciudad griega de Tesalia.
Es citada en el marco de la segunda guerra macedónica: Tito Livio menciona que era una fortificación que dominaba el territorio de los dólopes que fue tomado por los etolios el año 198 a. C., tras la retirada de Filipo V de Macedonia del territorio de Tesalia.